# Shizoku
Shizoku  (士族?), literalmente "familias guerreras", fue una clase social surgida el 25 de julio de 1869 durante la Restauración Meiji, y formada por antiguos samuráis, a diferencia del Kazoku (formado por los antiguos Kuge y Daimios), y los Heiman (plebeyos). Los pertenecientes a la clase Shizoku, y como deferencia por su antiguo estatus de samuráis, mantuvieron sus salarios, pero el derecho a llevar katana en público fue abolido, junto con el derecho a ejecutar a los plebeyos que les faltasen al respeto. 
Tras la derrota del Imperio de Japón en la Segunda Guerra Mundial, el término Shizoku fue eliminado por la nueva constitución japonesa el 1 de enero de 1947.